# Câmaras Africanas Extraordinárias
As Câmaras Africanas Extraordinárias (em francês:  Chambres Africaines Extraordinaires, CAE) foi um tribunal estabelecido ao abrigo de um acordo entre a União Africana e o Senegal para julgar crimes internacionais cometidos no Chade de 7 de Junho de 1982 a 1 de Dezembro de 1990. Este período corresponde ao regime do ex-presidente do Chade Hissène Habré. As Câmaras Africanas Extraordinárias foram iniciadas em 8 de fevereiro de 2013 em Dakar, Senegal. O magistrado Ciré Aly Bâ foi administrador das Câmaras Africanas Extraordinárias nos tribunais senegaleses.
O ex-presidente chadiano Hissène Habré foi julgado em Dakar a partir de 20 de julho de 2015 a 30 de maio de 2016, quando foi considerado culpado de crimes contra a humanidade, estupro, execuções, escravidão e sequestro. Ele foi sentenciado a prisão perpétua durante uma audiência realizada no Palais de Justice em Dakar. 40.000 pessoas foram assassinadas e milhares torturadas sob seu reinado de terror. Esta é a primeira vez na história que um ex-ditador africano é julgado por um tribunal de outro país africano. 
O julgamento do recurso de 9 de janeiro a 27 de abril de 2017 confirmou esta sentença.